# Schornsheim
Schornsheim település Németországban, Rajna-vidék-Pfalz tartományban. Lakosainak száma 1611 fő (2023. december 31.).

## Népesség
A település népességének változása:
| Lakosok száma | 1211 | 1610 | 1614 | 1624 | 1622 | 1611 |
|               | 1975 | 2017 | 2019 | 2021 | 2022 | 2023 |